# 齋藤兼吉
齋藤 兼吉（さいとう・かねきち、1895年〈明治28年〉1月2日 - 1960年〈昭和35年〉10月26日）は、日本の体育学者であり、かつ、陸上競技、水泳、野球で超人的活躍をした運動選手である。

## 経歴・人物
新潟県佐渡郡高千村（現在の新潟県佐渡市）にて生まれる。佐渡の相川町立相川尋常高等小学校（現 佐渡市立相川小学校） から旧制佐渡中学校（現 新潟県立佐渡高等学校）へ進み、佐渡中学校時代から1m75cmの長身でありスポーツ万能の異名を取った。佐渡中学校時代には相撲、柔道、剣道、陸上競技、水泳、野球、端艇とほとんどの競技に選手として参加して活躍したという。
英語を得意としていたことから外交官になりたかったが、実家が貧しかったために教師になることを考え、新潟県高田市の新潟縣高田師範学校（昭和戦後に新潟大学教育学部高田分校となり現在は廃校）に進学し、更に東京高等師範学校に入学する。東京高等師範学校一年生の時に水泳部の合宿に飛び入りで参加し、仲間たちは誰も齋藤に敵わなかったためにそのまま水泳部に籍を置くこととなった。
1916年に大阪府で開催された全国水泳大会にて50ヤード自由形に出場し優勝して名を挙げた。
1917年に東京府東京市にて開催された第3回極東選手権競技大会の日本代表選手に選出され、なんと陸上競技と競泳の2種目にエントリーし、陸上競技では男子やり投で優勝を果たし、競泳では100ヤード自由形、400m・800mリレーに優勝するという二刀流にしてかつ獅子奮迅の活躍を見せた。さらに同年の第5回日本陸上競技選手権大会（鳴尾運動場）では男子槍投と円盤投に出場し、槍投では43m80を投げ、円盤投では27m77を投げてそれぞれ優勝を果たした。翌年の1918年の第6回日本陸上競技選手権大会（芝浦運動場）では男子槍投で45m42を投げて同種目大会2連覇を達成している。
1920年、ベルギーの都市であるアントウェルペン（英：アントワープ）にて開催されたアントワープオリンピックに、陸上競技及び競泳競技の日本代表として出場する。辰野保監督率いる日本選手団は本大会前に横浜港から客船に乗船して太平洋を渡り、アメリカ合衆国を経てイギリスからベルギーに入ったが、大会前の長旅の影響で疲労してしまう。齋藤は陸上競技では五種競技にエントリーしたが試合に出ることなく棄権し、競泳では100mと400mの自由形に出場したが共に敗退した。このアントワープオリンピックの時に齋藤はアメリカ合衆国の競泳選手であるデューク・カハナモクから近代クロール泳法を教授されたという。アントワープオリンピックの後、齋藤は欧州に1年間滞在して先進国のスポーツ事情を視察して回る。
欧州視察から帰国すると旧制大阪府立天王寺中学校の教壇に立ち、体育教師として学生を指導、その際には水泳で近代クロール泳法を教授した。天王寺中学校教師を務めた後、満洲へ渡り、満洲医科大学、満洲教育高等専門学校などで教鞭を執った。南満洲鉄道本社職員を務めていた際には、満洲国の学校体育基盤の整備を手掛けたともされる。
また南満州鉄道社員で結成していた実業団野球チーム・大連満洲倶楽部のメンバーとしてプレーし、都市対抗野球大会にも出場したことがあったという。
大東亜戦争終戦後の1946年〈昭和21年〉に満洲から日本へ引き揚げ、故郷の佐渡島に復員する。暫しの休息を取った後、齋藤は1947年〈昭和22年〉5月から1948年〈昭和23年〉10月まで旧制佐渡中学校及び新潟県立佐渡高等学校にて嘱託講師として教壇に立ち、若人らの指導に務めた。その後、新潟大学教育学部高田分校主任教授、金沢大学教育学部教授として体育学を中心に若人らの教育に務めた。
1959年〈昭和34年〉、中京大学創設者の梅村淸明に請われて中京大学に教授として入職し、同大学体育学部（現 スポーツ科学部）の初代学部長に就任して後進の指導に当たった。
1960年〈昭和35年〉10月26日、国立名古屋病院（現 国立病院機構名古屋医療センター）にて胃癌のために逝去す。65歳没。